# Call Me (Bonnie Tyler-dal)
A Call Me Bonnie Tyler 61. kislemeze amely 1992-ben jelent meg CD single és LP single formátumban. A dalt az Angel Heart című lemezéről másolták ki, producere, írója Dieter Bohlen aki Steve Benson álnéven írta és aki később a karrierjéről készült életrajzi filmben saját maga énekli a dal refrénjét. A felvételek egy Los Angeles-i stúdióban készültek. A kislemezen hallható Unplugged Live Mix-nek csak az intro és outro része élő, maga a dal nem. A kislemez egyes kiadásain a Call Me 3 féle verziója, valamint a szintén Dieter Bohlen által komponált All We have is Tonight című dal is szerepel.

## Kislemez
CD single
| # | Dalcím                 | Zeneszerző    | Producer      | Hossz |
| - | ---------------------- | ------------- | ------------- | ----- |
| 1 | Call Me (Radio Mix)    | Dieter Bohlen | Dieter Bohlen | 3:30  |
| 2 | Call Me (Extended Mix) | Dieter Bohlen | Dieter Bohlen | 3:59  |
| 3 | Call Me (Live)         | Dieter Bohlen | Dieter Bohlen | 4:39  |
| 4 | All We Have Is Tonight | Dieter Bohlen | Dieter Bohlen | 3:35  |

7" single
| #  | Dalcím                 | Zeneszerző    | Producer      | Hossz |
| -- | ---------------------- | ------------- | ------------- | ----- |
| A1 | Call Me (Radio Mix)    | Dieter Bohlen | Dieter Bohlen | 3:30  |
| B1 | All We Have Is Tonight | Dieter Bohlen | Dieter Bohlen | 3:35  |

12" single
| # | Dalcím                 | Zeneszerző    | Producer      | Hossz |
| - | ---------------------- | ------------- | ------------- | ----- |
| 1 | Call Me (Radio Mix)    | Dieter Bohlen | Dieter Bohlen | 3:30  |
| 2 | Call Me (Extended Mix) | Dieter Bohlen | Dieter Bohlen | 3:59  |
| 3 | Call Me (Live)         | Dieter Bohlen | Dieter Bohlen | 4:39  |

## Toplista
| Call Me maxikislemez          | Legjobb helyezés |
| ----------------------------- | ---------------- |
| Németország, eladások alapján | 86               |
| Call Me Radio Mix             | Legjobb helyezés |
| Németország, eladások alapján | 95               |
| Németország, rádiós játszás   | 96               |